# Zapadna obala
Zapadna obala  (arapski: الضفة الغربية ad-Diffa al-Gharbiyya, hebrejski: יו״ש ili הגדה המערבית, engleski: West Bank) je naziv za teritorij sa zapadne strane rijeke Jordan, na Arapskom poluotoku, koji je danas pod vojnim nadzorom Izraela i uz Pojas Gaze dio je Palestine (u političko-administrativnim poslovima). Prema mišljenju UN-a i većine država u svijetu, Zapadna obala je pod nominalnim nadzorom Izraela, iako ju sami Izraelci, pa i mnoge druge skupine u svijetu nazivaju spornim područjem.

## Povijest
Zapadna obala nije postojala kao posebni entitet, ona je predstavljala integralan dio Palestine za vrijeme britanske uprave, ustanovljene nakon raspada Osmanskog Carstva. Za vrijeme prvog arapsko-izraelskog rata godine. 
1948., ovaj teritorij zaposjele su snage Kraljevine Jordan, i držale ga pod svojom kontrolom do rata 1967. godine.
Izrael je okupirao ovaj teritorij 1967. god.  za vrijeme Šestodnevnog rata, ali za razliku od Istočnog Jeruzalema, nije ga nikad formalno anektirao.
Kraljevina Jordan se formalno odrekla Zapadne obale 1988. godine.

## Značajke i ime
U Izraelu se Zapadna obala tretira kao teritorij od dva dijela, te se koriste hebrejski nazivi Yehuda (Judeja) i Shomron (Samarija), tako taj teritorij imenuju i zemlje sklone Izraelu, Judeja i Samarija. U nekim starijim izvorima (i nekim jezicima) za Zapadnu obalu koristi se izraz Cisjordanija. 
Uz pitanje Zapadne obale je vezan je i status Istočnog Jeruzalema, iako ga Izrael, s obzirom na aneksiju, više ne drži dijelom Zapadne obale. Tu aneksiju nisu priznali niti UN, a ni jedne druga država u svijetu. Ipak, to se delikatno pitanje tretira ga odvojeno od ostale Zapadne obale, uključujući i Sporazume iz Osla.
Zapadna obala ima 5 878 km² i vrlo je gusto naseljena, s oko 400 stanovnika na km².
Teritorij Zapadne obale graniči s Izraelom na zapadu, sjeveru i jugu, a s Kraljevinom Jordan na istoku.

### Stanovništvo
Palestinski središnji ured za statistiku procjenjuje da na Zapadnoj obali živi 2.5 milijuna Palestinaca (uključujući u to i anektirani Istočni Jeruzalem), procjena iz 2006.
Po službenom popisu iz studenoga 2007., provedenom pod upravom palestinskih vlasti, na Zapadnoj obali živi 2 345 000 milijuna stanovnika, uključujući u to i Istočni Jeruzalem. 
U Zapadnoj obali živi 275 000 židovskih naseljenika, uz 200 000 u istočnom Jeruzalemu.
Postoje i vrlo male etničke skupine, poput Samarijanaca, koje žive uokolo Nablusa (nekoliko stotina ljudi). Međusobni odnosi između Palestinaca i Izraelaca su gotovo potpuno prekinuti nakon palestinske Intifade, dok gospodarski, ipak, traju.
Po podatcima iz 2007., oko 23 000 Palestinaca iz Zapadne obale ide na rad u Izrael svakodnevno. Uz njih 9 200 rade u izraelskim naseljima, oko 10 000 Palestinskih trgovaca ima dozvolu za svakodnevni ulazak u Izrael.
Otprilike 30 % palestinskog stanovništva iz Zapadne obale su izbjeglice (ili njihovi sljednici) s područja koji su postali ozemlje države Izrael 1948.
| Naselje            | Stanovnika |
| ------------------ | ---------- |
| Al-Bira            | 40,000     |
| Betar Illit        | 29,355     |
| Betlehem           | 30,000     |
| Guš Ecion          | 40,000     |
| Hebron (al-Khalil) | 120,000    |
| Jerihon (Ariha)    | 25,000     |
| Jenin              | 47,000     |
| Ma'ale Adumim      | 33,259     |
| Modi'in Illit      | 34,514     |
| Nablus             | 135,000    |
| Kalkilija          | 40,000     |
| Ramala             | 23,000     |
| Tulkarm            | 75,000     |
| Jata               | 42,000     |

Najgušće naseljeni dio regije je planinski hrbat, koji se proteže u pravcu sjever - jug, gdje se nalaze palestinska naselja; Nablus, Ramala, Al-Bireh, Abu Dis, Betlehem, Hebron i Jata, kao i židovska naselja; Ariel, Ma'ale Adumim i Betar Illit. Ramala, koji je mala kao naselje služi Palestincima kao gospodarsko i političko središte.
Grad Jenin je na krajnjem sjeveru Zapadne obale, na južnom rubu doline Jizrel. Modi'in Illit, Kalkilija i Tulkarm se nalaze na padinama povezanim s izraelskom obalnom ravnicom, a gradovi Jerihon i Tubas se nalazi u dolini rijeke Jordana, sjeverno od Mrtvog mora.

## Uprava Zapadne obale
U skladu sa Sporazumu iz Osla iz 1993. god., konačni status Zapadne obale treba biti predmet dogovora između države Izraela i Palestinaca. U skladu s ovim dogovorom Izrael je povukao svoje vojne jedinice iz određenih dijelova Zapadne obale, koja je zatim podijeljena na tri područja:
- Područje A nadzire ga i njime upravlja Palestinska Samouprava
- Područje B nadzire ga Izrael, a njime upravlja Palestinska Samouprava
- Područje C nadzire ga i njime upravlja Izrael

| Područje | Nadzor     | Uprava     | % teritorija Zapadne obale | % Palestinaca na Zapadnoj obali |
| -------- | ---------- | ---------- | -------------------------- | ------------------------------- |
| A        | Palestinci | Palestinci | 17 %                       | 55 %                            |
| B        | Izraelci   | Palestinci | 24 %                       | 41 %                            |
| C        | Izraelci   | Izraelci   | 59 %                       | 4 %                             |

Trenutno se 40 % područja (i većina stanovništva) nalazi pod ograničenom civilnom upravom Palestinske Samouprave, dok Izrael održava vojnu kontrolu (uključujući židovska naselja, ruralna područja i granice). 
Većinu stanovništva Zapadne obale čine Palestinci (84 %), dok ostatak uglavnom čine židovski doseljenici.

## Vanjske poveznice
- Stranice američke obavještajne agencije CIA o Zapadnoj obali - West Bank (engl.)  Arhivirana inačica izvorne stranice od 10. svibnja 2006. (Wayback Machine)